# Кис-Кис
Кис-Кис (стилізовано як кис-кис) — російський жіночий рок-гурт, заснований у листопаді 2018 року у Санкт-Петербурзі. Колектив складається з двох учасниць — Аліни Олєшевої та Соф'ї Сомусєвої. Колектив здобув популярність завдяки випуску синглів «Трахаюсь» та «Фарш» з відповідними відеокліпами, які були визнані «вірусними» в інтернет-мережі, а також став одним з першопрохідців жанру мамбл-рок.
22 березня 2019 року вийшов дебютний альбом гурту під назвою «Юность в стиле панк»
5 квітня було опубліковано рецензію альбому від агентства «Інтермедіа», надавши йому оцінку 8 з 10 балів.
15 квітня 2019 року гурт записав кавер-версію на пісню Єгора Лєтова «Харакири» на мотив пісні гурту «Blur» — «Song 2» (до цього аналогічним чином ці пісні поєднували у своїх каверах гурти «Бахыт-Компот» і «Lumen», але зі слів учасниць «кис кис» це випадковий збіг, і таку версію вони не знали).
18 квітня 2019 року відбувся перший концерт гурту у Москві, а 20 квітня у Київському клубі «Теплий ламповий»https://concert.ua/ru/event/kis-kis [Архівовано 3 Травня 2019 у Wayback Machine.].
На творчість колективу вплинула творчість гурту «Пошлая Молли». На початку 2019 року вийшов відеокліп до пісні «Кирилл», присвячений вокалісту Пошлой Молли — Кирилові Блєдному.
З 24 лютого 2022 року засуджують вторгнення Росії в Україну.

## Дискографія

### Студійні альбоми
- «Юность в стиле панк» (2019)
- «Пир во время чумы» (2020)
- «Как перестать беспокоиться и начать жить» (2022)

### Міні-альбоми
- «Магазин игрушек для взрослых» (2019)
- «Возраст согласия» (2024)

### Акустичні альбоми
- «Ламповый альбом» (2023)

### Максі-сінгли
- «Друзья» (2020)
- «Клетка» (2021)

### Відеокліпи
- «Трахаюсь» (2018)
- «Фарш» (2018)
- «Кирилл» (2019)
- «Подруга» (2019)
- «Тиндер» (2019)
- «Харакири» (2019)
- «ЛБТД» (2019)
- «Молчи» (2019)
- «Весна» (2020)
- «Не учи»(2020)
- «Мелочь» — саундтрек «Водоворот»

## Критика
У квітні 2021 року гітаристи гурту були додані до бази «Миротворець» за участь у концерті на окупованих територіях.. В той же час Аліна Олєшева відкрито висловлюється проти російського вторгнення в Україну, через що зазнає критики в Росії.